# 穂積男麻呂
穂積 男麻呂（ほづみ の おまろ）は、飛鳥時代の人物。姓は臣。官職は中衛将曹。

## 経歴
父・古閉は針間国に住していた。天武朝において男麻呂は摂津職に任じられて摂津国嶋上郡野身里に移り住んだ後、藤原京へ遷都後に中衛将曹を務めた。

## 系譜
宮内庁書陵部蔵『華族系譜61 亀井家』による。
- 父：穂積古閉（穂積祖足の四男）
- 母：不詳
- 芦屋漢人富主の女（坂上大宿禰同祖）
  - 男子：穂積濃美麻呂